# Muzeum Niepodległości w Myślenicach
Muzeum Niepodległości w Myślenicach, dawniej Muzeum Regionalne „Dom Grecki” w Myślenicach – muzeum położone w Myślenicach. Placówka mieści się w „Domu Greckim” – pochodzącym w XVII wieku zajeździe, z którego dawniej korzystali kupcy ormiańscy (zwani przez miejscową ludność „Grekami”). Obecnie muzeum jest placówką gminną.
Muzeum powstało w 1929 roku z inicjatywy miejscowych działaczy Polskiego Towarzystwa Krajoznawczego. Siedzibą placówki był budynek Wydziału Powiatowego w Myślenicach przy Rynku 8/9. W ramach działalności muzeum gromadziło eksponaty z zakresu historii, etnografii i przyrody.

Po zakończeniu II wojny światowej PTK przystąpiło do reaktywacji placówki. Osobą szczególnie zaangażowaną w te prace był Franciszek Gędłek – myślenicki prawnik i działacz regionalny. Pierwsza wystawa zbiorów została zorganizowana w 1947 roku. Placówka nie miała jednak swej siedziby. Dopiero w 1950 roku Powiatowa Rada Związków Zawodowych przekazała na cele muzealne lokal w Domu Parafialnym przy ul. 3 Maja. Otwarcie nowej siedziby muzeum miało miejsce w 1953 roku, a patronat nad nim objęło PTTK.

Po tym adresem muzeum działało do 1972 roku. Wówczas rozpoczęto remonty: dotychczasowej siedziby placówki oraz Domu Greckiego, do którego miały zostać przeniesione zbiory. W latach 1974–1979 część zbiorów była eksponowana w dawnej siedzibie, natomiast w 1979 roku ostatecznie muzeum zostało otwarte w budynku Domu Greckiego. Wcześniej, w 1975 roku powołano państwowe muzeum, które miało przejąć placówkę z rąk PTTK. Ostateczne przejęcie zbiorów nastąpiło w październiku 1976 roku.
Od 21 stycznia 2017, po zmianie statutu, muzeum nosi nazwę Muzeum Niepodległości w Myślenicach.
Aktualnie w muzeum eksponowane są zbiory z zakresu:
- archeologii, pochodzące m.in. z wykopalisk na terenie myślenickiego zamku,
- historii – ukazujące m.in. wnętrza mieszczańskie z okresu XIX wieku oraz losy miasta podczas II wojny światowej,
- etnografii – ukazujące wnętrza, przedmioty codziennego użytku, rzemiosło oraz sztukę ludności z Myślenic i okolicy,
- geologii.

Muzeum jest obiektem całorocznym, czynny z wyjątkiem niedziel. Wstęp jest płatny.